# Södertälje Baptistkyrka

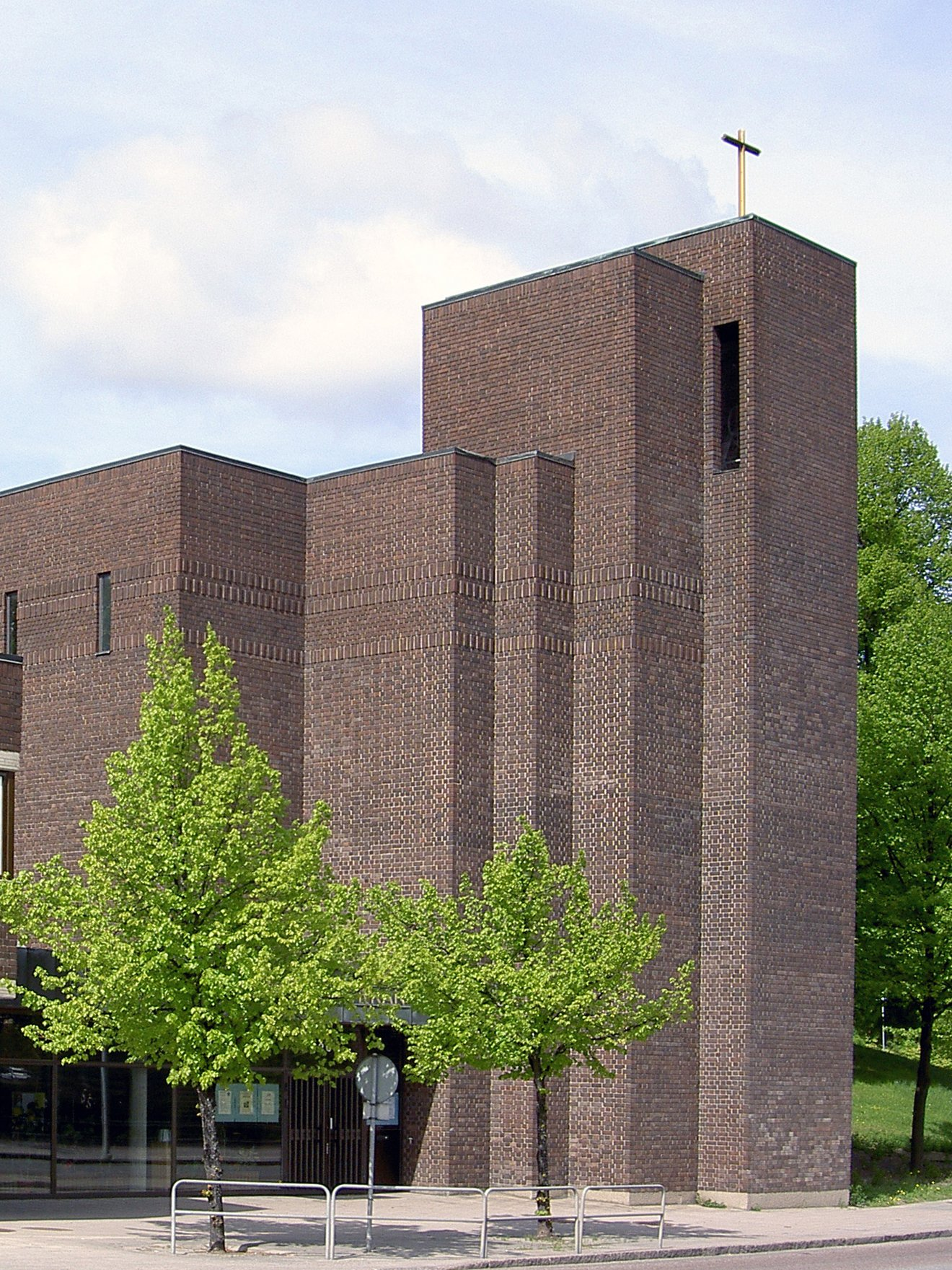
Baptistkyrkan i Södertälje

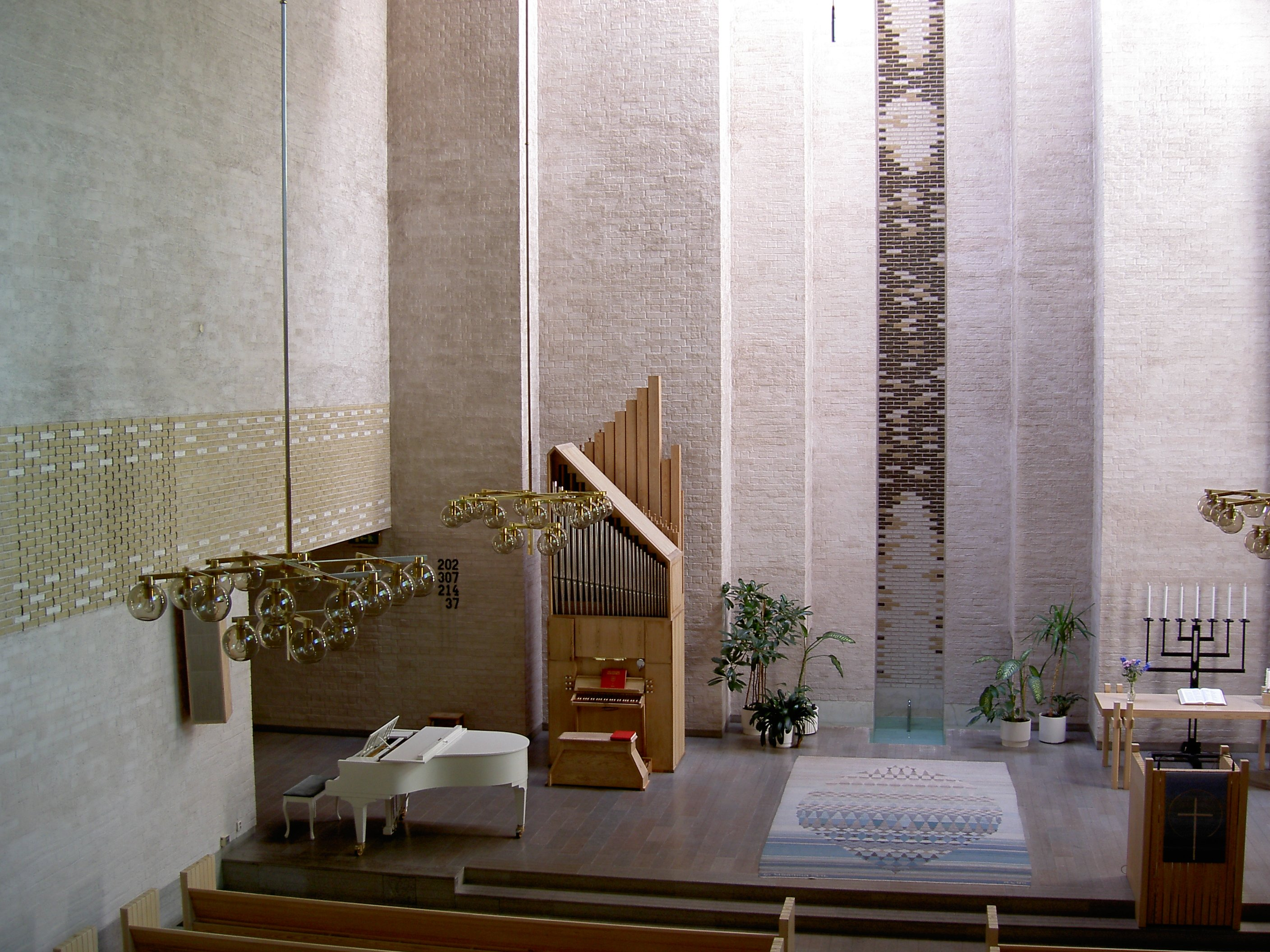
Baptistkyrkan i Södertälje, interiör

Baptistkyrkan i Södertälje ligger på Nyköpingsvägen 20 (mitt emot Centralstationen). Kyrkan var fram till 2020 huvudkyrka för Södertälje Baptistförsamling och en del av samfundet Equmeniakyrkan. Den såldes sedan och omdöptes 2020 till S:ta Maria antiokiska ortodoxa kyrka.
Ä•

## Historik
Södertälje Baptistförsamling bildades år 1872. De första åren bedrevs verksamheten i tillfälliga lokaler som man hyrde. Församlingens första kapell byggdes vid Nygatan i korsningen med Rådhusgatan. Det invigdes 1883 och fick heta ”Ecklesia-kapellet” [sic] och det var då den första uppförda frikyrkobyggnaden i staden. Kapellet, som de sista åren även kallades Baptistkyrkan, revs 1966 i samband med sänkning av Nygatan. Den nuvarande kyrkan, på Nyköpingsvägen, invigdes 1968. Kyrkan tillhörde Svenska Baptistsamfundet och kom därmed att ingå i Gemensam Framtid när baptistsamfundet gick upp i detta vid bildandet 2011.

## Kyrkobyggnaden
Södertäljes Baptistkyrka från 1968 är placerad vid stadens centrala trafikled. Den modernistiska byggnadskroppen har formgivits som en sluten monumental borg med ett tjugo meter högt torn som ger hägn mot trafikbruset.
Kyrkofastigheten är uppförd i violettbrunt säffletegel med inslag av mönstermurning. Den är ritad av Fritz Voigt. Kyrkan är med sitt läge ett landmärke och har ett högt arkitektoniskt värde. Den har lokaler för olika församlingsaktiviteter och ungdomsverksamheter.